# L'Amour à la suédoise
Pour plus de détails, voir Fiche technique et Distribution.
L'Amour à la suédoise (titre original : Il diavolo) est un film italien réalisé par Gian Luigi Polidoro, sorti en 1963.

## Synopsis
Un marchand de fourrures italien se rend en Suède pour le congrès annuel de vente de fourrures. 

## Fiche technique
- Titre : L'Amour à la suédoise
- Titre original : Il diavolo
- Réalisation : Gian Luigi Polidoro
- Assistants-réalisateur : Vana Caruso, Giacomo Rottigni
- Scénario : Rodolfo Sonego
- Photographie : Aldo Tonti
- Montage : Tatiana Casini Morigi
- Musique : Piero Piccioni
- Direction artistique : Dario Cecchi
- Producteur : Dino De Laurentiis
- Société de production : Dino De Laurentiis Cinematografica
- Pays d'origine :  Italie
- Format : Noir et blanc — 35 mm — 1,37:1 — Son : Mono
- Genre : Comédie
- Durée : 103 minutes (1 h 43)
- Dates de sortie : 
  - Italie : 12 avril 1963
  - Allemagne de l'Ouest : juin 1963 (Berlinale) | 16 janvier 1964 (sortie nationale)
  - Danemark : 26 novembre 1963
  - États-Unis : 22 décembre 1963 (New York)
  - Suède : 20 avril 1964
  - France : 20 octobre 1965
  - Australie : 26 décembre 1966
- Affiche : Jouineau Bourduge (France)

## Distribution
- Alberto Sordi : Amedeo Ferretti
- Gunilla Elm-Tornkvist : Corinne
- Anne-Charlotte Sjöberg : Karina
- Barbro Wastenson : Barbro
- Monica Wastenson : Monica
- Ulf Palme : Le pasteur
- Britt Ekland
- Nando Angelini

## Récompenses et distinctions
- Ours d'or au festival de Berlin.